# Гейнріх Олександр Рудольфович
Олександр Рудольфович Гейнріх (узб. Aleksandr Rudolfovich Geynrix, нар. 6 жовтня 1984, Ангрен) — узбецький футболіст, нападник клубу «Ордабаси» та національної збірної Узбекистану. Футболіст року в Узбекистані (2002).

## Клубна кар'єра
У дорослому футболі дебютував 2001 року виступами за команду клубу «Дустлік», в якій того року взяв участь у 12 матчах чемпіонату.
У 2002 грав за ташкентський «Пахтакор», після чого перебрався в Росії, де став гравцем московського ЦСКА. Проте за перший сезон Олександр зіграв за «армійців» лише два матчі в чемпіонат і по одному в національному Кубку та Суперкубку, а у сезоні 2004 взагалі виступа виключно за дубль.
На початку 2005 року Гейнріх став гравцем «Пахтакора», але вже влітку того ж року знову відправився до Росії, де грав за «Торпедо» (Москва) аж до вильоту «торпедівців» з Прем'єр-ліги за підсумками сезону 2006 року.
З початку 2007 року знову, цього разу чотири сезони, захищав кольори «Пахтакору». У складі «Пахтакора» був одним з головних бомбардирів команди, маючи середню результативність на рівні 0,53 голу за гру першості і до поміг клубу зробити золотий дубль у 2005 та 2007 роках.
Після Кубку Азії, який відбувся в Катарі в 2011 році, перейшов на правах оренди у південнокорейську команду «Сувон Самсунг Блювінгз», проте вже у грудні 2011 року повернувся в «Пахтакор» і незабаром став гравцем клубу «Емірейтс» з ОАЕ. 
Влітку 2012 року перейшов у стан казахстанського «Актобе». У кваліфікації Ліги Європи 2013/14 проти київського «Динамо» забив по голу в кожному матчі, проте казахи програли обидва матчі (2:3, 1:5) і до групового раунду не пройшли. На початку червня 2014 року стало відомо, що клуб в односторонньому порядку розірвав контракт з гравцем.
У другій половині 2014 року Гейнріх грав за «Локомотив» (Ташкент), після чого повернувся в Казахстан, ставши гравцем клубу «Ордабаси». Відтоді встиг відіграти за шимкентську команду 42 матчі в національному чемпіонаті.

## Виступи за збірну
2002 року дебютував в офіційних матчах у складі національної збірної Узбекистану. 
У складі збірної був учасником кубка Азії з футболу 2004 року у Катарі та кубка Азії з футболу 2007 року у Китаї.
Наразі провів у формі головної команди країни 91 матч, забивши 31 гол.

## Досягнення

### Командні
- Чемпіон Росії: 2003[2]
- Чемпіон Узбекистану: 2002, 2005, 2007
- Володар Кубку Узбекистану: 2002, 2005, 2007, 2014
- Чемпіон Казахстану: 2013
- Бронзовий призер чемпіонату Казахстану: 2012, 2017
- Володар Суперкубка Казахстану: 2013, 2014

### Особисті
- Футболіст року в Узбекистані (№ 1): 2002[3]
- Футболіст року в Узбекистані (№ 2): 2004, 2006
- Футболіст року в Узбекистані (№ 3): 2003